# Maillot de bain
Pour les articles homonymes, voir Maillot.
 (mai 2025).

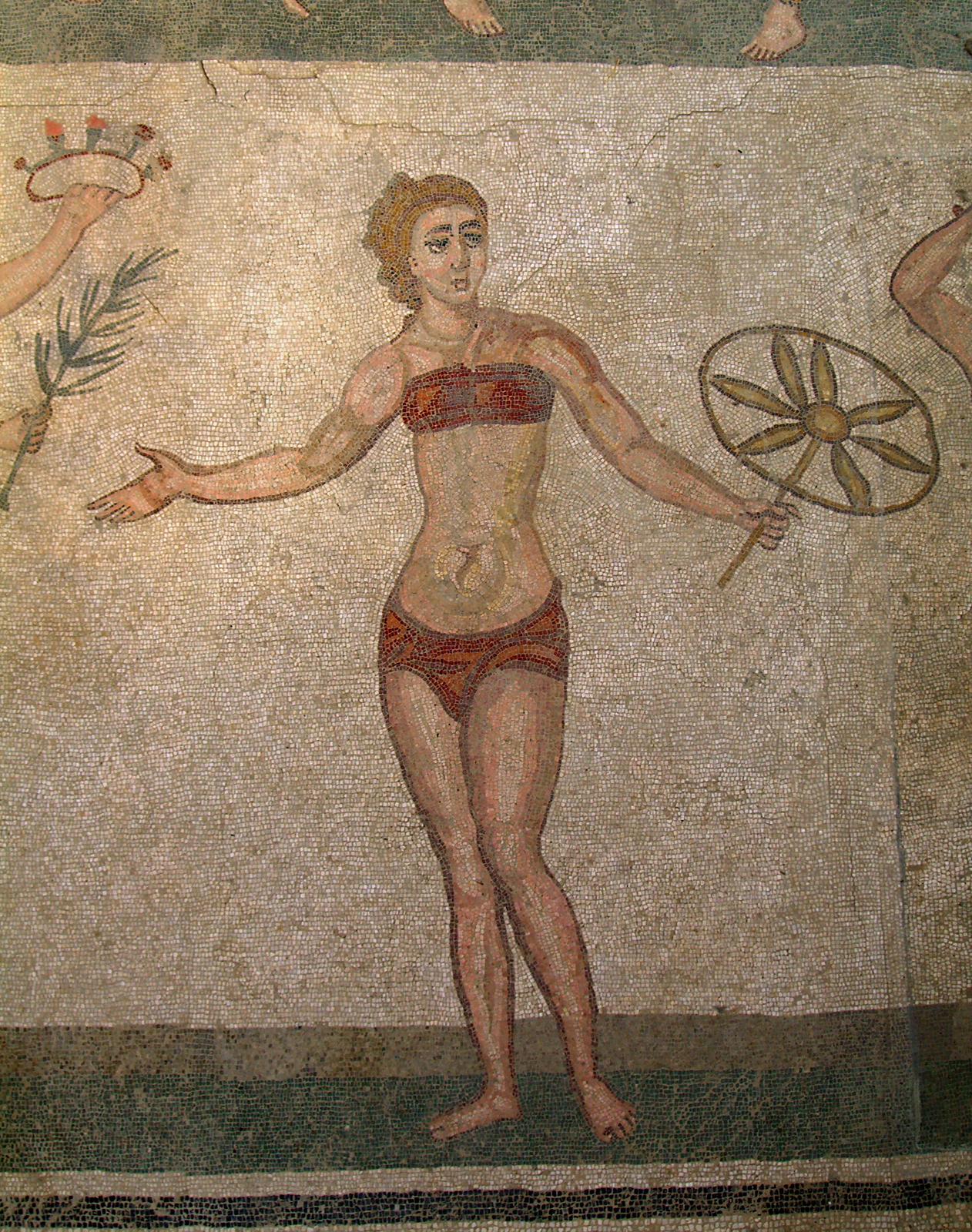
Les mosaïques de la Villa romaine du Casale à Piazza Armerina en Sicile (IIIe siècle) présentent des jeunes femmes sportives dont la tenue fait penser aux maillots actuels.

Le maillot de bain, ou le costume de bain en Suisse et au Canada, est un vêtement destiné à cacher certaines parties du corps lors de la pratique de la natation, de la baignade, de la détente au bord de l'eau (plage, bronzage…) ou, plus généralement, lors de toute activité de plein air.

## Historique
Au Moyen Âge, on se baignait en chemise.[réf. nécessaire]

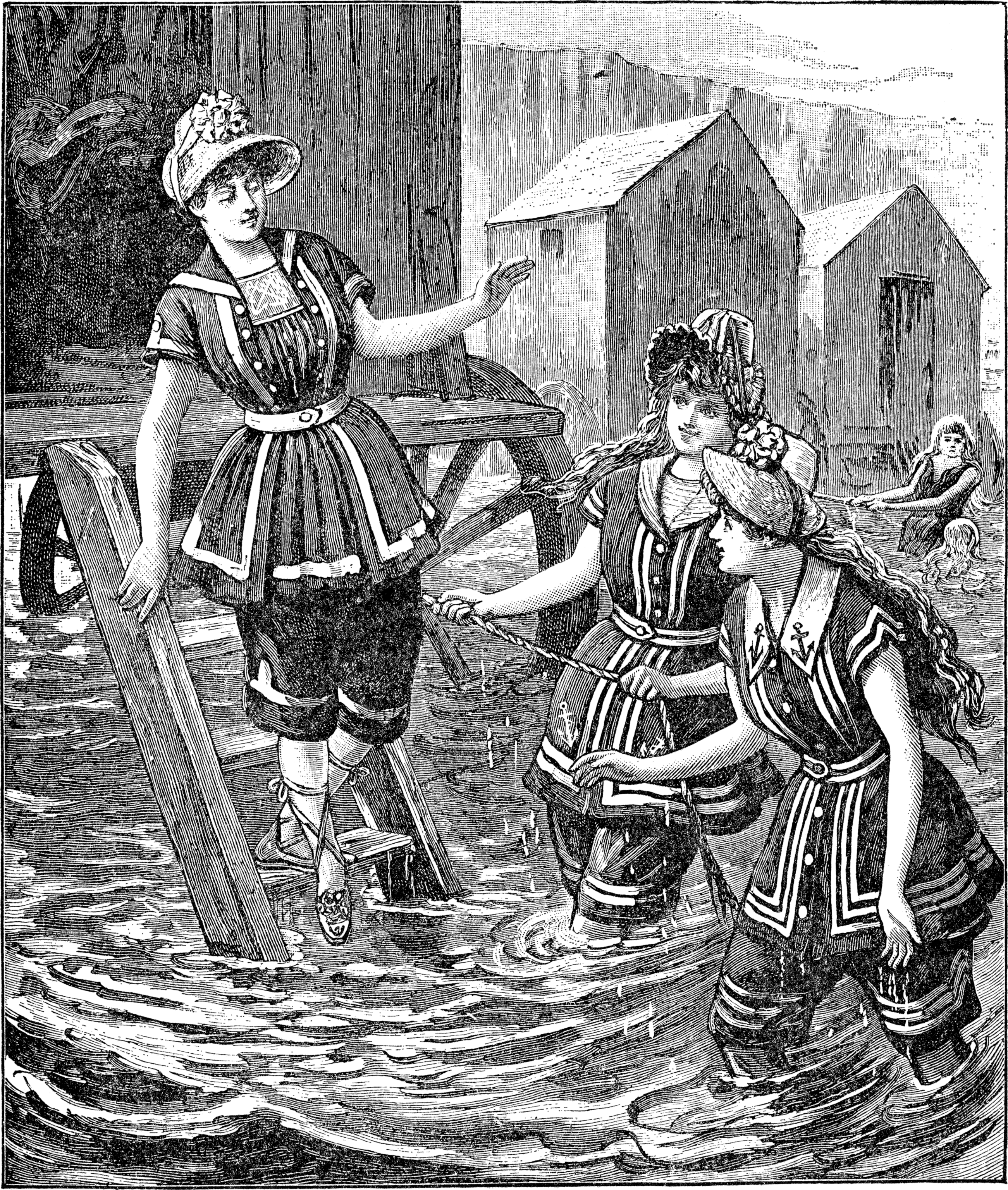
Baignade en 1887.

L'aristocratie commence à se rendre au bord de la mer à partir de la fin du XVIIIe siècle en France. Cependant, une roulotte de bain était utilisée, et la tenue de bain n'était que brièvement visible. Les tenues couvrent l'intégralité du corps, les femmes portent en plus une charlotte et des poids sont accrochés aux bas du costume pour éviter de dévoiler les chevilles.
C'est au milieu du XIXe siècle que les stations balnéaires, plutôt fréquentées par la bourgeoisie, se développent. Les cabines restent sur la plage, et les tenues de bain deviennent lentement légèrement plus dénudées. 
Dès la fin du XIXe siècle apparaît en Europe ce qui constituera le fondement du mouvement naturiste qui prône, entre autres pratiques de vie saine et équilibrée, la baignade sans aucun vêtement. Le vêtement — notamment le maillot de bain — est considéré à la fois comme une entrave, impropre aux activités de plein air, et a fortiori aquatiques, et comme un objet d'érotisation, incompatible avec des relations sociales quotidiennes apaisées. Le naturisme considère le vêtement comme un indicateur social (de richesse, de statut…) ; son absence permet de ne plus voir que les personnes en lieu et place de ce qu'elles prétendent être, en l'absence de toute érotisation dans le cas du maillot de bain[réf. souhaitée].
À la fin du XIXe siècle, les femmes se baignent en corset et pantalon bouffant. Les hommes, eux, portent un costume qui s'arrête aux mollets et à manches longues car il est inconvenant de montrer le torse. Vers 1900, les femmes portent une robe légère qui s'arrête au genou sur une culotte bouffante de la même étoffe.
Au début des bains de mer au XXe siècle, le costume de bain est codifié par le corps médical et les hygiénistes qui préconisent un costume bouffant en laine ce qui gagne en confort et un bonnet sur la tête. Le dénudement progressif des femmes et des hommes n'est pas du goût de la norme de l'époque. En Australie, le 20 octobre 1907, un arrêté oblige les hommes à porter un costume de baignade plus pudique. Les hommes doivent porter une swimming robe, une sorte de jupe large en plus de leur uniforme afin de cacher le membre masculin qui était trop visible lorsqu'on portait un maillot de bain. 

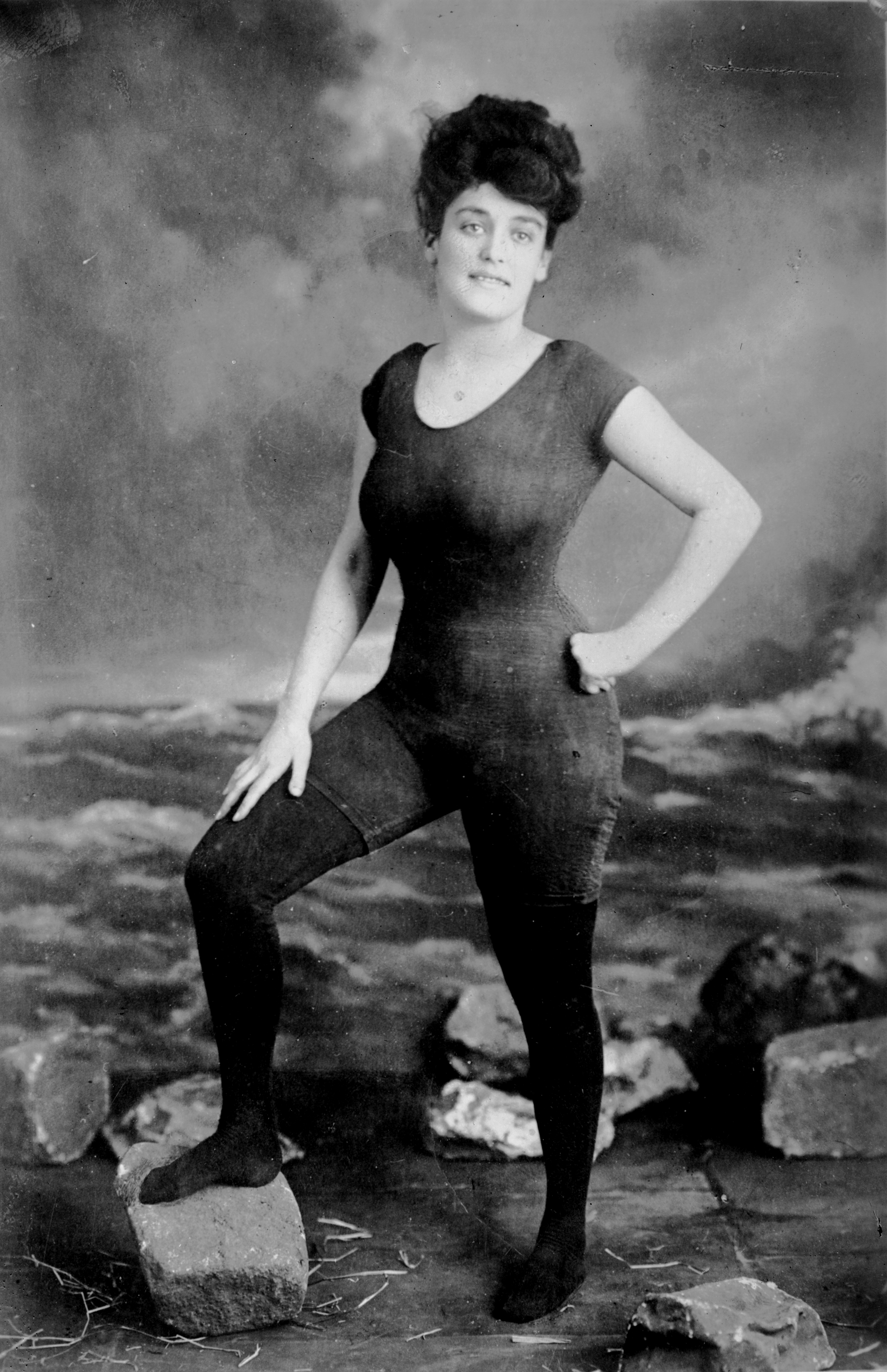
Annette Kellerman portant le maillot qu'elle a inventé.

Avec l'engouement pour la natation, les maillots de bain pour homme laissent la place au Topper ou moule-tout, les bras deviennent visibles mais pas les torses au risque d'une amende. Une championne de natation d'origine australienne, Annette Kellermann, crée son propre maillot de bain une pièce, plus pratique et adapté à la natation. Le maillot de Kellermann fait scandale aux États-Unis, elle est arrêtée en 1907 pour ce motif, mais rencontre le succès en Europe. À partir de 1910, les femmes portent en Europe un maillot qui découvre les bras et les épaules, et dont la culotte s'arrête au-dessus du genou. En laine tricotée et de couleur sombre, il pèse 500 g sec et trois kilogrammes mouillé. Pourtant, vers cette époque le maillot féminin devient pratique et performant, même s'il est encore codifié, contraint aux règles de la morale.
Dans les années 1920, Coco Chanel lance la mode du teint hâlé (bronzage), ce qui permet de dénuder bras, jambes et épaules. En 1926, la New-Yorkaise Gertrude Ederle bat le record de traversée de la Manche avec le tout-premier maillot deux-pièces, un prototype en soie, qu'a réalisé sa sœur.
En 1932, le slip Tarzan révolutionne le maillot et permet aux hommes de découvrir leur torse.
En 1946 apparaît le bikini qui ne s'impose vraiment que dans les années 1960. Chez les hommes, le trunk, une sorte de caleçon court sur les cuisses avec une ceinture s'impose aussi.
Puis jusqu'à la fin des années 1970, la ceinture du maillot descend sous la taille et le bikini devient monokini. Les tendances suivantes sont une culotte de plus en plus mince et la disparition du haut.
Dans les années 1980, l'influence du surf favorise le port de caleçons longs chez les hommes qui supplantent durant une vingtaine d'années l'utilisation du classique slip de bain, issu de la mode unisexe. Le maillot de forme boxer est lui aussi devenu prépondérant (en tout cas en piscines françaises où le short est interdit), par le maintien anatomique qu'il procure, la zone couverte plus grande, une image contemporaine, une liberté de mouvement et l'effet de mode.
Depuis les années 2010 se développe doucement une tendance à employer des tenues de bain plus couvrantes en toutes circonstances, une-pièce pour les femmes ou jammer pour les hommes, par exemple. Augmentation du nombre de cancers de la peau, frilosité personnelle dans une eau fraîche, refus de la sexualisation par des tenues trop courtes ou moulantes, malaise avec son corps mais nécessité de se baigner, préceptes religieux… tous ces facteurs poussent de plus en plus de gens à se couvrir plus, voire à se baigner habillés.

L'évolution du maillot de bain, reflet de l'évolution des mœurs vis-à-vis de la nudité publique.
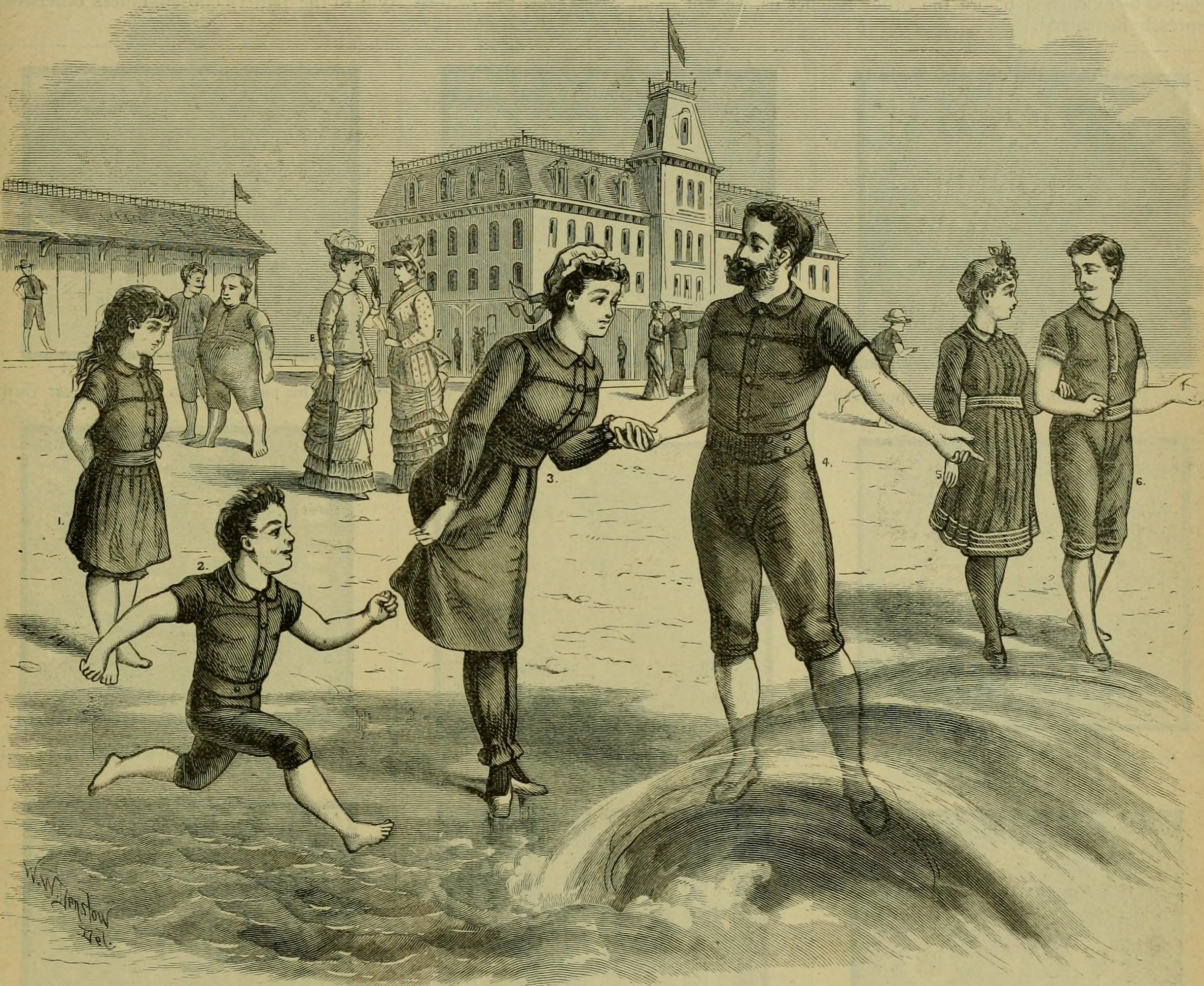
Modèles de costumes de bain des grands magasins Strawbridge & Clothier en 1883.
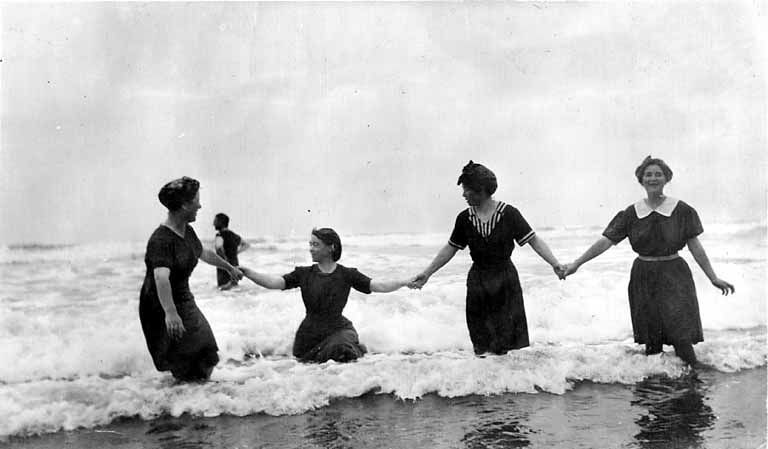
Femmes en costumes de bain dans l'océan Pacifique, à Moclips, 1913.
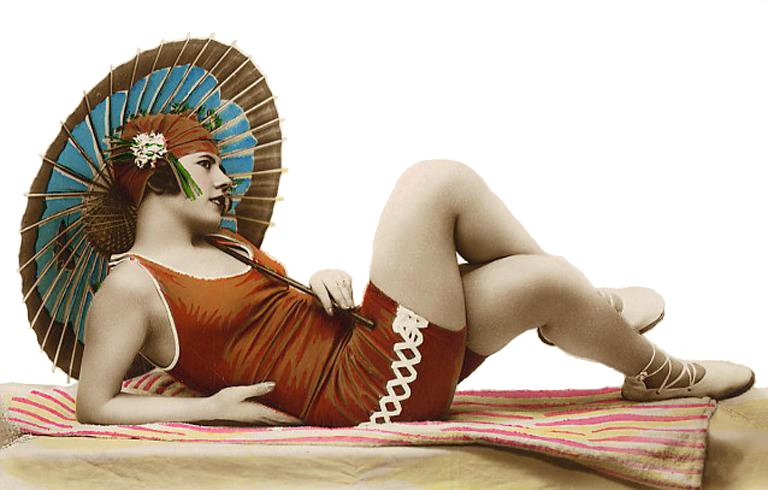
Modèle 1920.
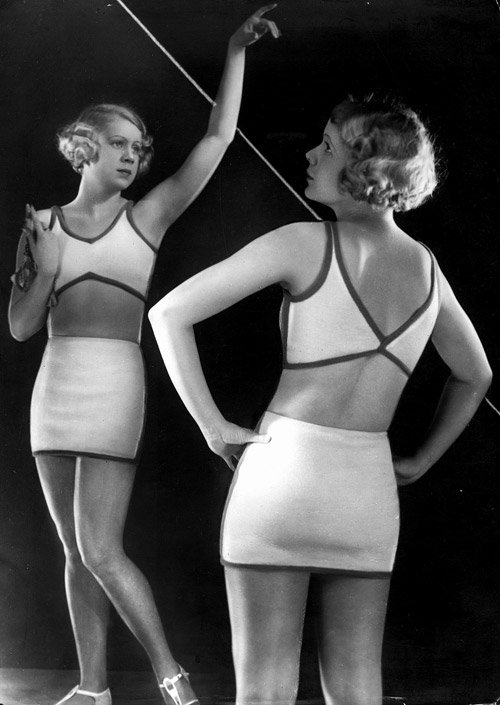
1930.
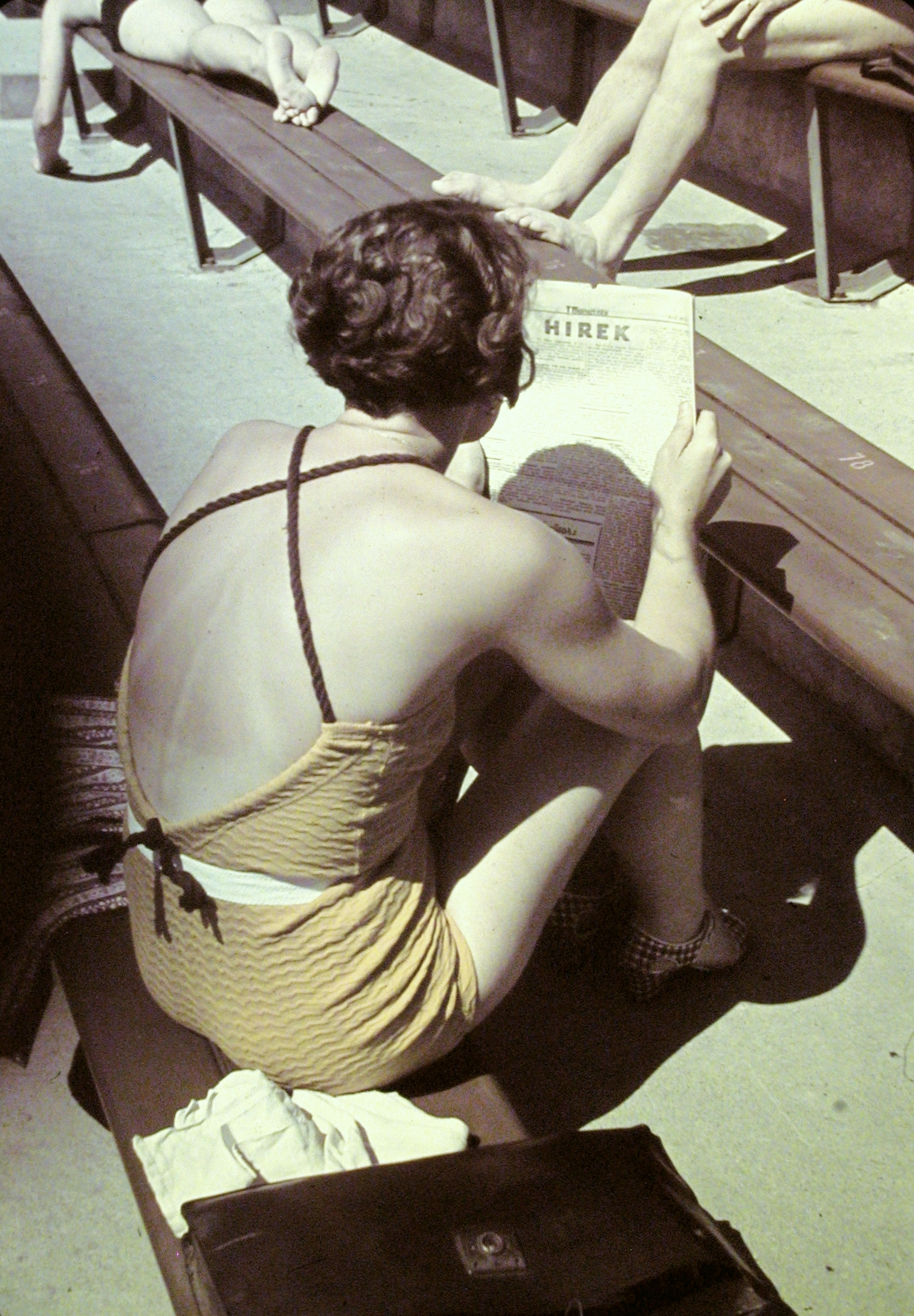
1938.
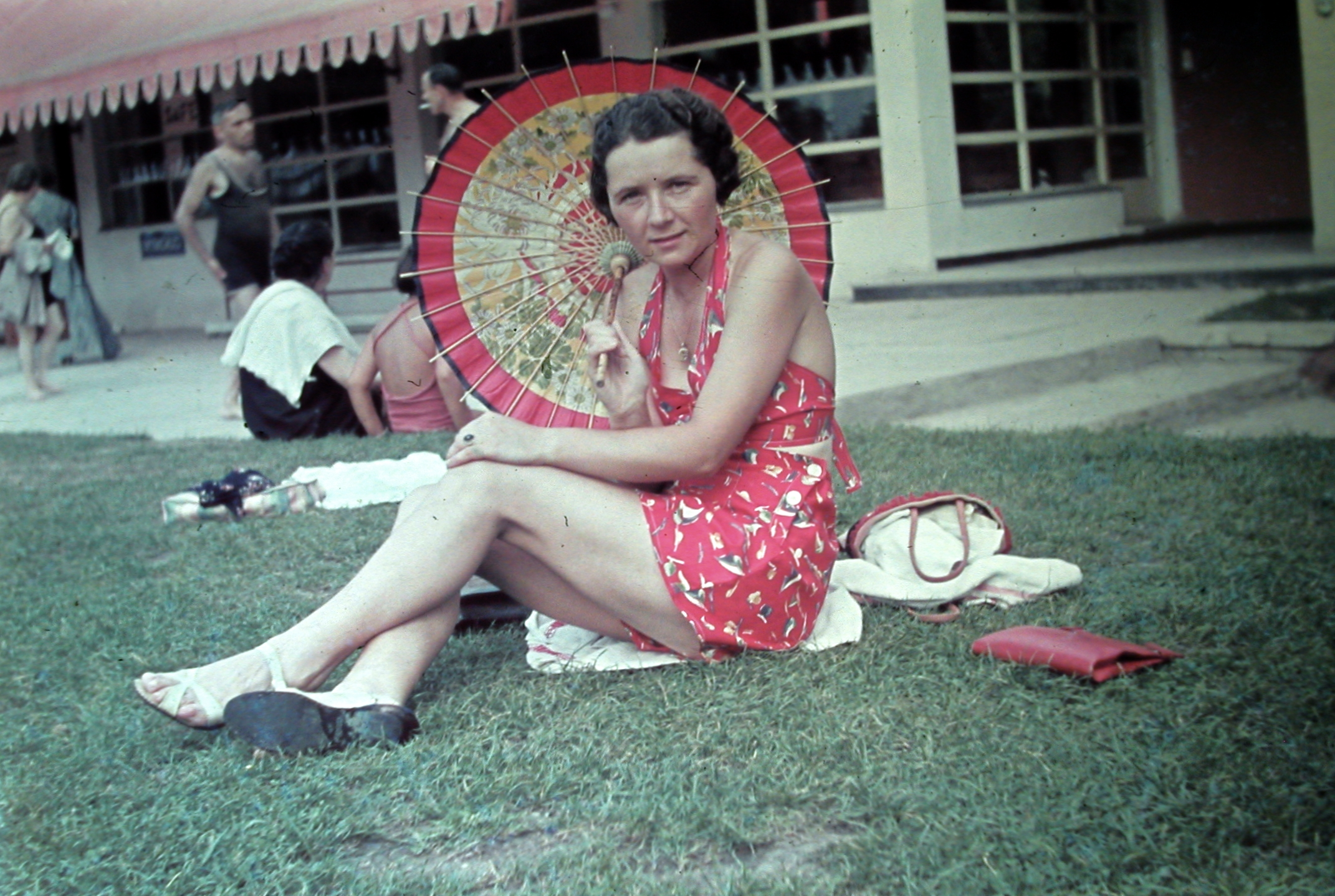
1939.
Le maillot de bain, vêtement fonctionnel ou de mode, en 1944.

## Hygiène
L'eau, la transpiration et la chaleur favorisent les macérations et le développement de germes, cette macération entraîne des irritations et des mycoses qui se développent facilement sous un tissu humide. Il est donc conseillé de ne pas garder un maillot humide lors du rhabillage.

## Marché et acteurs économiques
Speedo est l’équipementier historique en natation. La marque australienne a été créée en 1910 par un jeune immigré écossais de 22 ans. La pratique grandissante de la natation dans l’après-guerre ouvre un marché toujours plus vaste et plus concurrentiel. Fondée en 1952 en Californie, O’neill domine le marché du surf. Arena, équipementier français créé en 1973 par Horst Dassler (fils du fondateur de Adidas), tente de rivaliser avec Speedo. Tyr (Dieu de la victoire dans la mythologie nordique), équipementier américain, est né lui en 1985.
Le marché continue de croître dans le monde et ne semble pas connaître la crise même en Europe. Des niches de marché apparaissent au début des années 2000, avec de nombreuses nouvelles marques, notamment Funky trunks, AussieBum et Andrew Christian. Celles-ci veulent renouveler le style du maillot de bain sportif en le rendant plus original et ciblent principalement la communauté homosexuelle.
En 2008, Speedo affirme son rôle de leader en créant des combinaisons qui feront polémique lors des Jeux olympiques de Pékin. Arena et Adidas suivent la marche mais les combinaisons sont définitivement interdites par la FINA en 2010.
Speedo, désormais basée en Angleterre, c’est, en 2010, 400 millions d’euros de chiffre d’affaires, faisant de la marque le leader du vêtement sportif de natation. En 2010, Arena, basée désormais en Italie, représentait 107 millions de CA.
Les équipementiers sportifs non spécialisés, comme Adidas, Nabaiji (marque Décathlon pour les articles de Natation), Nike, Reebok, Puma, Asics sont également très présents sur le marché. Comme pour les autres grandes marques de sport, les équipementiers s’arrachent les stars de la discipline pour vendre leurs produits. Ainsi Speedo s’est longtemps offert les services de Michael Phelps pour représenter sa marque tandis que Florent Manaudou représente la marque aujourd’hui en France. Arena a réussi à s’attribuer Alexander Popov, Alain Bernard et César Cielo. Nabaiji s’offre les services de Yannick Agnel, et Matthew Mitcham a été l’ambassadeur de la marque Funky Trunks.
Le 21 mai 2015, la Startup Spinali Design à Mulhouse (France) invente et commercialise les premiers maillots de bain connectés au monde. Il s'agit d'un maillot relié à un capteur pour mesurer le taux d'UV et ainsi prévenir les coups de soleil.
Le marché du loisir et de la détente est lui beaucoup plus diversifié. De nombreuses marques de vêtements créent leurs maillots de bain.
En 2018 en France, le marché voit une hausse des ventes, mais une diminution du chiffre d'affaires. Cela s'explique par une augmentation de l'offre moins chère des grandes chaînes. La vente sur Internet représente 15,5 % de part de marché, derrière les enseignes de sport (35 %) et les chaînes (21,5 %) .
À partir des années 2020, plusieurs marques de culottes menstruelles commencent à commercialiser des maillots de bain menstruels en France. Ces vêtements sont spécialement conçus pour permettre aux femmes de se baigner plus confortablement pendant leurs règles. Le maillot de bain menstruel combine un maillot de bain classique et une protection hygiénique lavable. Il peut être porté avec ou sans protection interne selon l’abondance du flux menstruel. Grâce à un insert absorbant doublé d’une membrane imperméable, le maillot de bain menstruel absorbe et retient le sang des règles.

## Types de maillots

### Pour hommes
- le slip de bain :

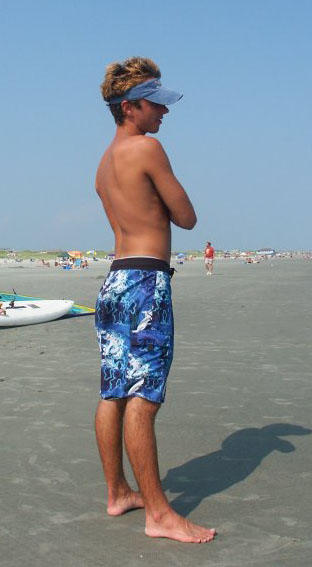
Short de bain.

  - aussi décliné en slip-bandeau : aussi proche du corps que le slip sportif, mais un peu plus haut en termes de longueur de jambe, et se porte taille basse ;
  - aussi décliné en sunga (version brésilienne moins échancrée à l'aine, moins serrée à la taille et plus haute que le slip sportif masculin) - à ne surtout pas confondre avec le slip brésilien qui lui est féminin et très échancré tant devant que derrière ;
- le caleçon de bain, en toile fine et muni d'un slip intérieur en « filet » ;
- le short de bain, analogue au caleçon de bain, en toile fine et muni d'un slip intérieur en « filet », muni parfois de poches, qui se décline en coupe rappelant soit les shorts de ville, soit les shorts de sport. À ne pas confondre avec le boardshort qui est en longueur analogue au bermuda (couvre les genoux), en toile plus épaisse (conçu pour résister au sel de mer et endurer les sports de glisse), et se porte avec un slip de bain ;
- le boxer de bain, moulant, couvrant le premier quart de la cuisse. C'est l'une des tenues les plus courantes aujourd'hui avec le boxer de bain long ;
- le boxer de bain long, offrant plus de couvrance (jusqu'à mi-cuisse) ;
- le jammer (short long de compression, similaire à un cuissard cycliste ou de running). Celui-ci compresse, moule le corps. Il est utilisé lors des compétitions et devient de plus en plus à la mode. Contrairement au short de bain, il n'est pas interdit en piscine publique. Il couvre la jambe jusqu'au genou ou jusqu'au 3/4 de la cuisse ;

### Pour femmes
- le maillot de bain une pièce

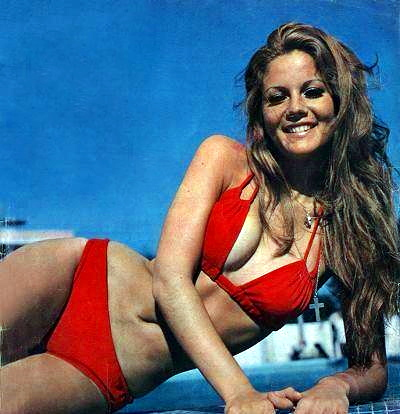
L'actrice argentine Graciela Alfano en bikini en 1972.

- le bikini, aussi appelé deux-pièces
- le monokini
- le trikini
- le tankini, maillot deux pièces se composant d'un débardeur et d'une culotte. Ce mot-valise est dérivé de « bikini » et de l'anglais américain « tank top » qui désigne un débardeur.

Par ailleurs, la culotte du maillot de bain féminin peut se décliner en différentes formes :
- la culotte classique
- le culotte brésilien
- le shorty
- le string
- le tanga
- le jupe-culotte de bain

### Autres types de vêtements de bain
- le burkini : tenue intégrale portée par certaines femmes musulmanes ;
- le top : t-shirt synthétique protégeant des rayons ultraviolets (top UV) et/ou du froid (top thermique) ;
- la stinger suit : fine combinaison intégrale (manche longue + jambes), parfois translucide, protégeant des piqûres de méduses ;
- la wetsuit : combinaison isotherme, assez épaisse, protège du froid ;
- le maillot-parachute (dragsuit, dragster) : il s'agit d'un maillot sportif (slip-bandeau, une-pièce...) mais il est assorti d'une surcouche en filet, destiné à accrocher l'eau et ralentir le nageur, afin de développer les muscles ou l'endurance ; il n'est utilisé que pour l’entrainement ;
- le maillot connecté : maillot associé à un capteur communicant permettant de transmettre des informations utiles (géolocalisation, UV…) ;
- le facekini[21] : masque ressemblant à un passe-montagne qui couvre la tête afin de se protéger des rayons du soleil.

Les populations asiatiques[réf. nécessaire][Lesquelles ?] et certaines populations africaines ou arabes ne portent en général pas de maillots de bain « occidentaux », peu couvrants ou moulants. Elles se baignent avec leurs vêtements habituels.
Le bain habillé est aussi l'objet, dans le monde occidental, d'une sous-culture appelée wetfun.